# Malleola penangiana
Malleola penangiana är en orkidéart som först beskrevs av Joseph Dalton Hooker, och fick sitt nu gällande namn av Johannes Jacobus Smith och Schltr.. Malleola penangiana ingår i släktet Malleola och familjen orkidéer. Inga underarter finns listade i Catalogue of Life.